# Drei-Brüder-Kapelle (St. Annaberg)

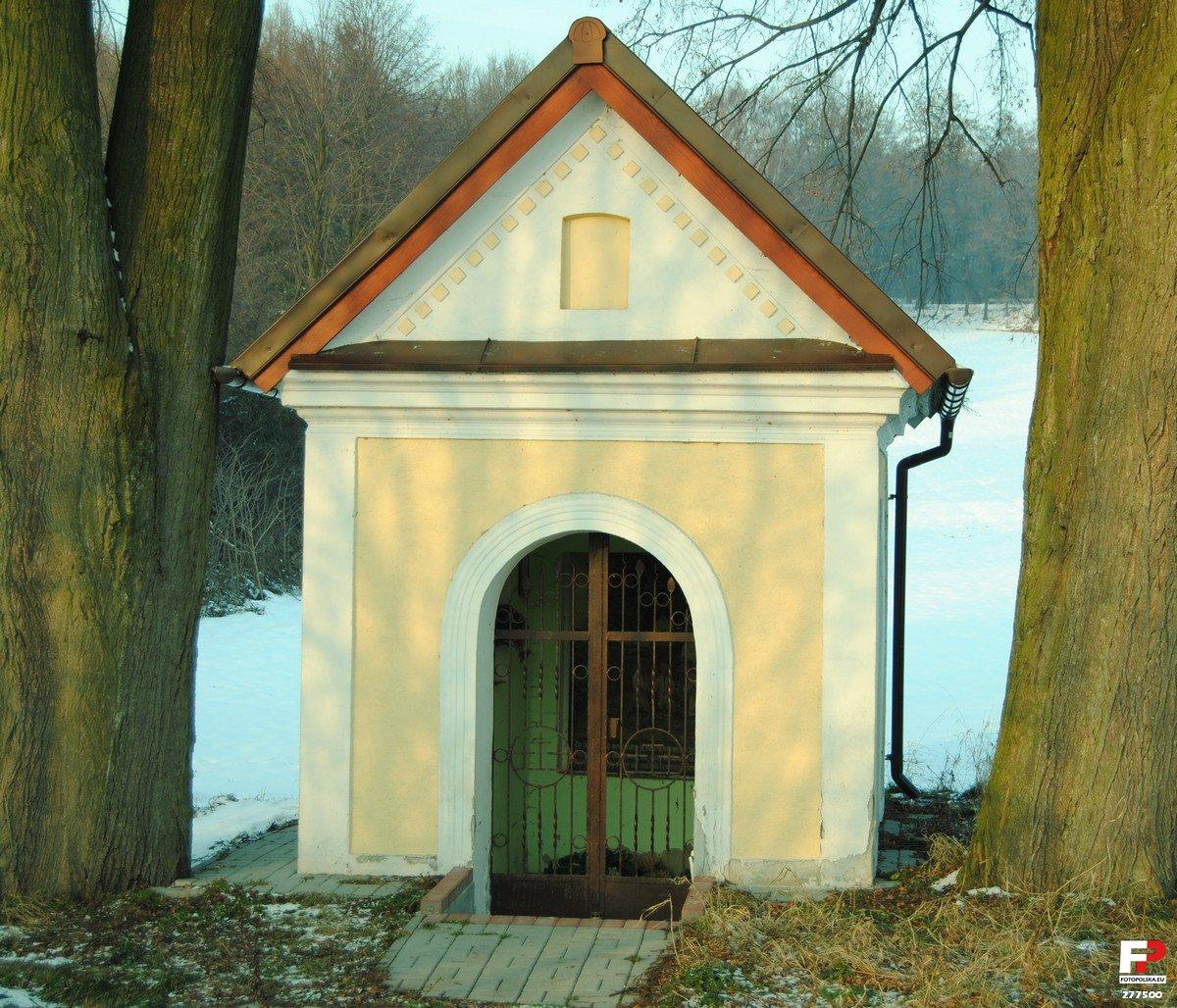
Blick auf die Drei-Brüder-Kapelle

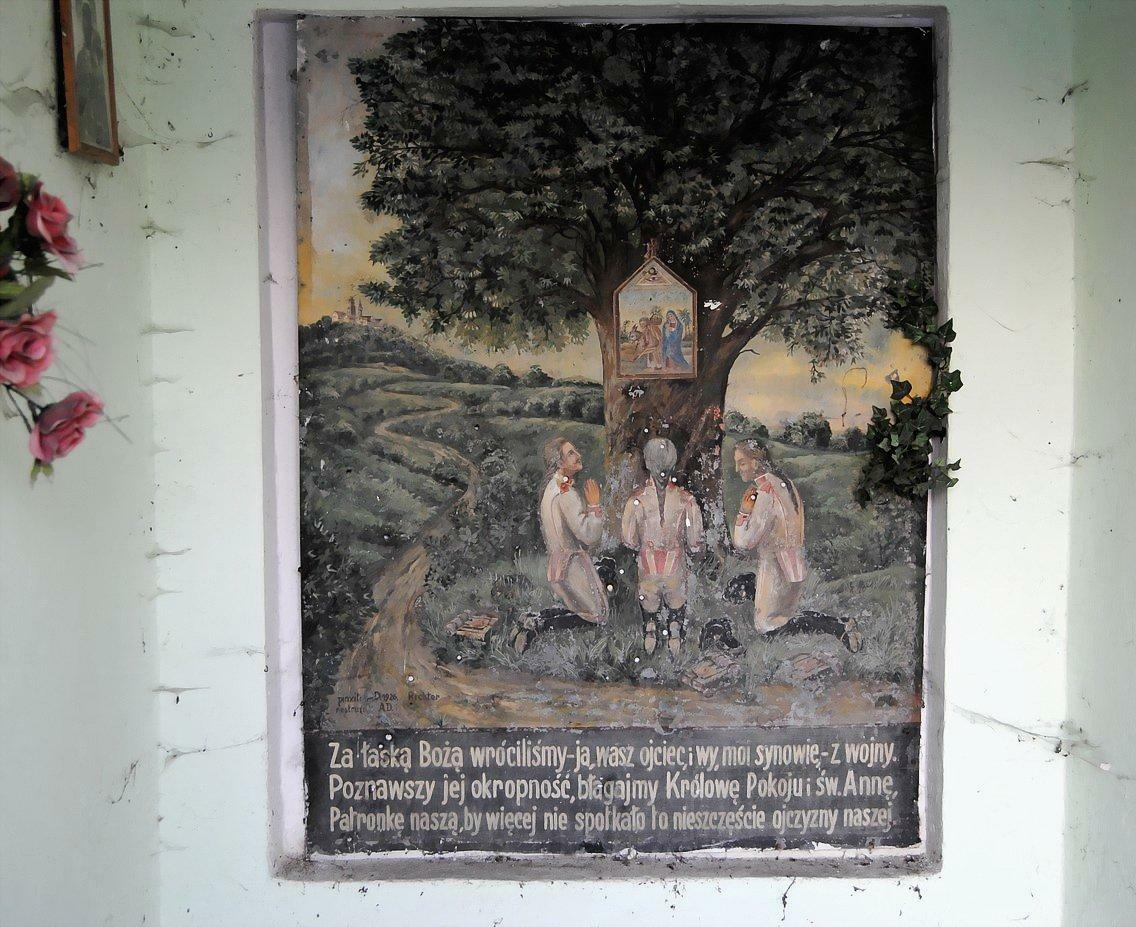
Das Gemälde im Inneren der Drei-Brüder-Kapelle

Die Drei-Brüder-Kapelle (polnisch: Kapliczka Trzech Braci oder Kapliczka Trzech Żołnierzy) im Kuhtal am St. Annaberg ist eine alte Wegkapelle bzw. Feldkapelle an der Straße von Sankt Annaberg nach Zdzieszowice (Deschowitz) bzw. Żyrowa (Zyrowa). Mit der Wegkapelle ist die Sage von drei Brüdern verbunden. Die Fassade der Kapelle ist verziert mit einigen Gestaltungselementen wie Gesimsen und Nischen, im Inneren besitzt sie ein Gemälde.

## Geschichte und Beschreibung
An der Stelle, an der die Kapelle errichtet wurde, soll sich einst ein Baum (eine Buche) mit einem Bildstock befunden haben. Dieser zeigte ein Bild der heiligen Familie.
Der Sage nach sollen sich an diesem Bildstock während des andauernden Dreißigjährigen Krieges drei Brüder wieder getroffen haben, die als Soldaten im Krieg kämpfen mussten. Diese Szene findet sich bildlich im Inneren der Kapelle wieder. Nach anderer Ansicht soll es sich um einen Vater mit seinen zwei Söhnen handeln. Im Hintergrund des Bildes befindet sich der St. Annaberg mit dem Franziskanerkloster auf seiner Spitze. Nach der Zusammenkunft sollen die Brüder zum Dank, den Krieg unbeschadet überstanden zu haben, den Bau einer Wegkapelle beschlossen und schließlich vollendet haben.
Als 1928 die Chaussee an der Kapelle erneuert wurde, wurde auch die Kapelle wieder instand gesetzt und renoviert. Dabei wurde auch das zuvor beschädigte Gemälde durch eine detailgetreue Kopie ersetzt.